# Freital
Freital est une ville de Saxe (Allemagne), située dans l'arrondissement de Suisse-Saxonne-Monts-Métallifères-de-l'Est, dans le district de Dresde.

## Municipalité
Outre la ville de Freital, la municipalité comprend un grand nombre de villages et de localités rurales: Deuben, avec Schweinsdorf et Niederhäslich, Döhlen avec Neudöhlen, Oberdöhlen et Unterdöhlen, Potschappel avec Leisnitz, Niederpesterwitz et Neucoschütz, Zauckerode, Birkigt, Zschiedge, Burgk (connu pour son château de Burgk) avec Kleinburgk et Großburgk, Hainsberg (de), Coßmannsdorf, Eckersdorf, Saalhausen, Kleinnaundorf, Wurgwitz, avec Kohlsdorf, Hammer et Niederhermsdorf, Somsdorf, Weißig, avec Oberweißig et Unterweißig, et Pesterwitz.

## Histoire
| Appartenances historiques Margraviat de Misnie 1206-1423 Électorat de Saxe 1423-1485 Duché de Saxe 1485-1547 Électorat de Saxe 1547-1806 Royaume de Saxe 1806–1918 République de Weimar 1918–1933 Reich allemand 1933–1945 Allemagne occupée 1945–1949 République démocratique allemande 1949–1990 Allemagne 1990–présent |

## Personnalités
- Wilhelmine Reichard, aéronaute allemande
- Tom Mikulla, acteur allemand